# 千秋村 (愛知県南設楽郡)
千秋村（ちあきむら）は、愛知県南設楽郡にかつて存在した村。
現在の新城市の一部（野田・豊島・稲木・川田・石田・市場など）に該当する。

## 歴史
- 1878年（明治11年） -
  - 野田村、大野田村、中市場村が合併し、野田村となる。
  - 定池村、中村、根古屋村が合併し、豊島村となる。
- 1889年（明治22年）10月1日 - 野田村、豊島村、稲木村、川田村、及び石田村の大部分[1]、新城村の一部が合併し、千秋村が発足。
- 1906年（明治39年）5月1日 - 西郷村と合併し、千郷村が発足。同日千秋村は廃止。